# مايك مولر
مايك مولر (بالألمانية: Mike Müller) (و. 1963 – م) هو ممثل من سويسرا . ولد في غرينشين.

## روابط خارجية
- مايك مولر على موقع IMDb (الإنجليزية)
- مايك مولر على موقع ألو سيني (الفرنسية)
- مايك مولر على موقع أول موفي (الإنجليزية)
- مايك مولر على موقع قاعدة بيانات الفيلم (الإنجليزية)
- مايك مولر على موقع كينوبويسك (الروسية)